# スペインのレース

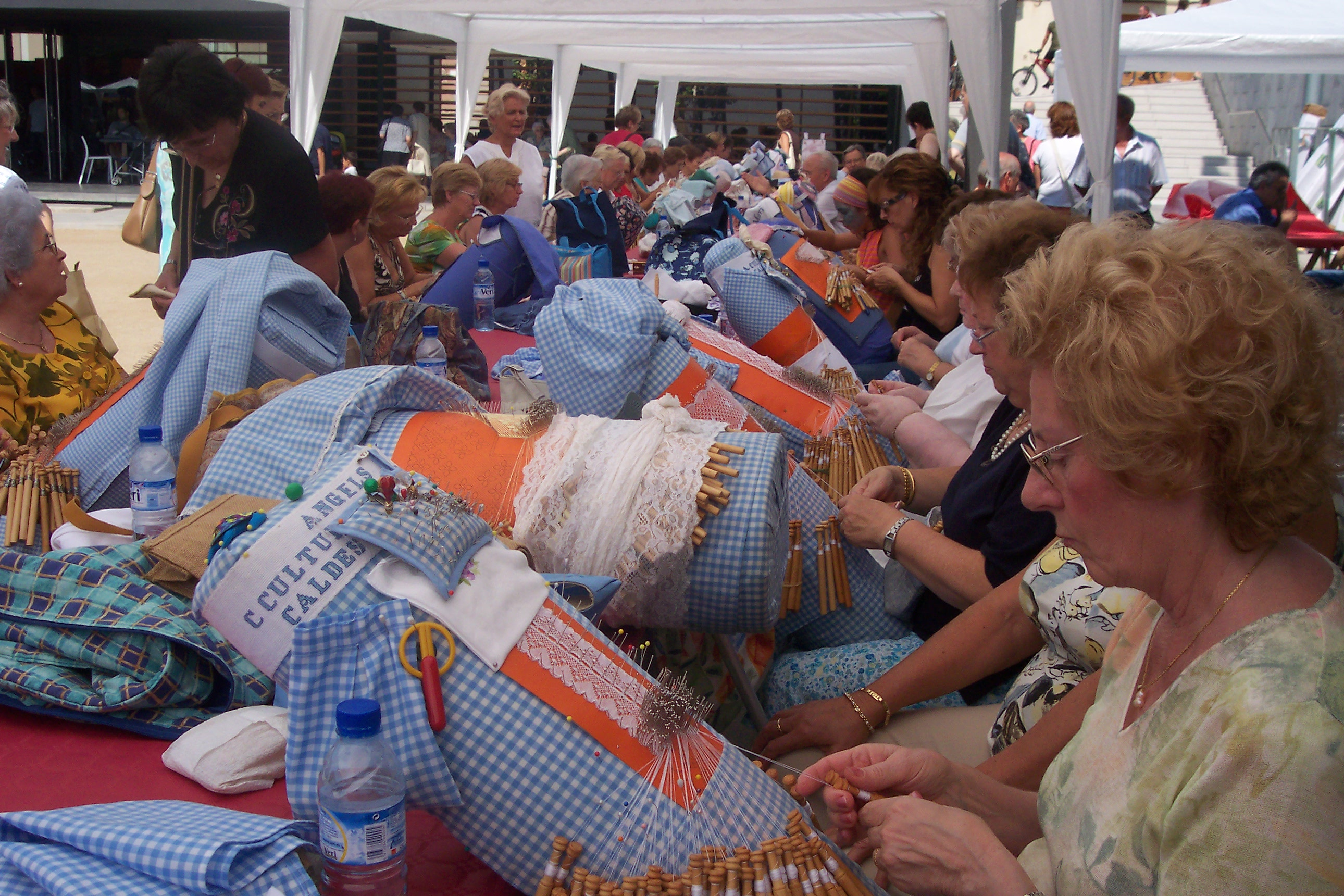
ボビンレースを作る人々
スペイン、カタルーニャ州、バルセロナにて

スペインのレースでは、スペインにおけるレースの歴史について述べる。
スペインでは、16世紀にはカタルーニャ、トレド南部、アンダルシアで、他のヨーロッパ各地と同様にレースが生産されていた。16世紀末に金糸銀糸で作成されたことで有名なポワン・デスパーニュは、当時金銀の保有高がヨーロッパで最も高かったスペインが、発祥であるとされている。奢侈禁止令によりフランスを始め多くの国で貴族以外の社会階級にレースが禁止されたが、それによりレースは宝石以上のステータスシンボルとなった。
18世紀には、バルセロナ地方を中心に、ブロンドレースの生産が広がった。ブロンドレースはボビンレースであり、網目が大きくデザインが単純であり、比較的短期間で作れたため、孤児院や慈善施設の子供が主に生産し、5歳位から仕事として学んだ。多くはクリーム色の絹糸で作成され、レースの名前の由来となっているが、黒い絹、色絹、金属糸でも作られた。大きな網目に造花の枝やリボンを通す。スペインでは、黒絹のブロンドレースのマンテリャが流行し大量に消費された。絹は長期間保存できない為、18世紀のブロンドレースは殆ど現存しない。19世紀、ブロンドレースは、本物のレースとは違うものになっていき、縁だけがモチーフで飾られた一種のチュールレースになった。
また、バリャドリッド地方では、特にグロ・ポワン・ド・ヴニーズを生産した。スペインでは、フランドル、マリーヌ、ブリュッセル、ヴニーズも生産され、他のヨーロッパのレースとの区別は難しいが、中心に針穴のある網目を多用した。
第二次世界大戦の影響により、ヨーロッパ全土の手作りレースは殆ど絶えた。手作りのレースは趣味として生き残っている。